# Burhan Bozkurt
Burhan Bozkurt (ur. 20 sierpnia 1936 w Stambule, zm. 1 marca 2013 w Elsenfeld) – turecki zapaśnik walczący w stylu klasycznym. Olimpijczyk z Tokio 1964, gdzie odpadł w eliminacjach w kategorii 52 kg. 
Brązowy medalista mistrzostw świata w 1961 i 1962 roku.